# Ircinia selaginea
Ircinia selaginea är en svampdjursart som först beskrevs av Jean-Baptiste Lamarck 1814.  Ircinia selaginea ingår i släktet Ircinia och familjen Irciniidae. Inga underarter finns listade i Catalogue of Life.